# 土浦運輸区

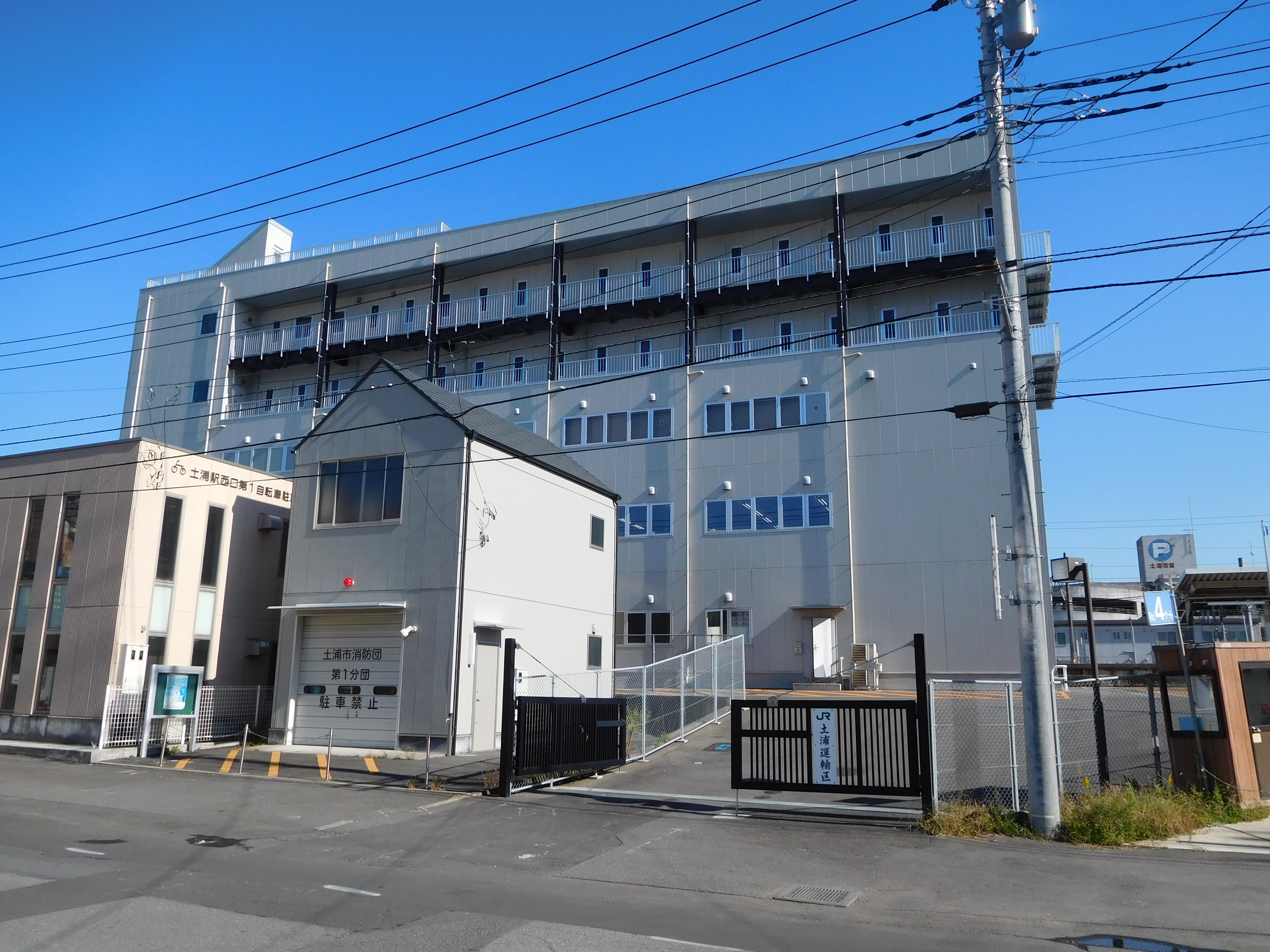
土浦運輸区（2016年11月）

土浦運輸区（つちうらうんゆく）は、かつて存在した東日本旅客鉄道（JR東日本）水戸支社の運転士・車掌が所属する組織である。また、土浦駅北側には、常磐線電車（勝田車両センター所属車）を留置する土浦電留線が設置されている。2024年9月30日限りで廃止し、現在は土浦統括センター。
水戸機関区土浦支区として開設され、水戸運転所土浦支所、勝田電車区の派出を経て土浦運輸区となる。
運輸区の建物は2012年（平成24年）3月に建て替えられた鉄骨造の5階建て、延床面積2,919.66 m2の建物で、1・2階が執務空間（事務室、訓練室など）、3階以上が乗務員らの休養室となっている

## 乗務範囲
運転士・車掌
普通列車
- 常磐線（上野東京ライン）普通列車：品川 - 勝田間

優等列車
- 常磐線（上野東京ライン）特急ひたち・ときわ：品川 - 勝田間